# Melipona nigrescens
Melipona nigrescens är en biart som beskrevs av Heinrich Friese 1900. Melipona nigrescens ingår i släktet Melipona och familjen långtungebin. Inga underarter finns listade i Catalogue of Life.